# Mont Saint-Quentin
El Mont Saint-Quentin és una muntanya que domina Metz i la vall de la Moselle, a l'oest de la ciutat. El seu punt culminant està a 358 m. per damunt del nivell del mar. Està sobre els municipis de Scy-Chazelles, Le Ban-Saint-Martin, Longeville-lès-Metz, Plappeville, i Lessy.
Protegit per nombroses fortificacions: fort Diou, fort Giradin, fort de Plappeville, ha estat molt de temps un terreny militar i des de 1994 és, parcialment, una reserva natural. La Comunitat d'aglomeració de Metz Métropole, decidí, a finals de 2005, d'acondicionar i de pacificar l'indret per fer-ne un lloc de passeig i de revalorització del patrimoni arquitectònic militar i de protecció del medi ambient.
És sobre aquesta muntanya on es troba l'únic exemplar a França d'una de les tours Bismarck.

## A Internet
- «Fortifications du Mont Saint Quentin». (en francès). Fotografies.